# Europejski Komisarz ds. start–up, badań naukowych i innowacji

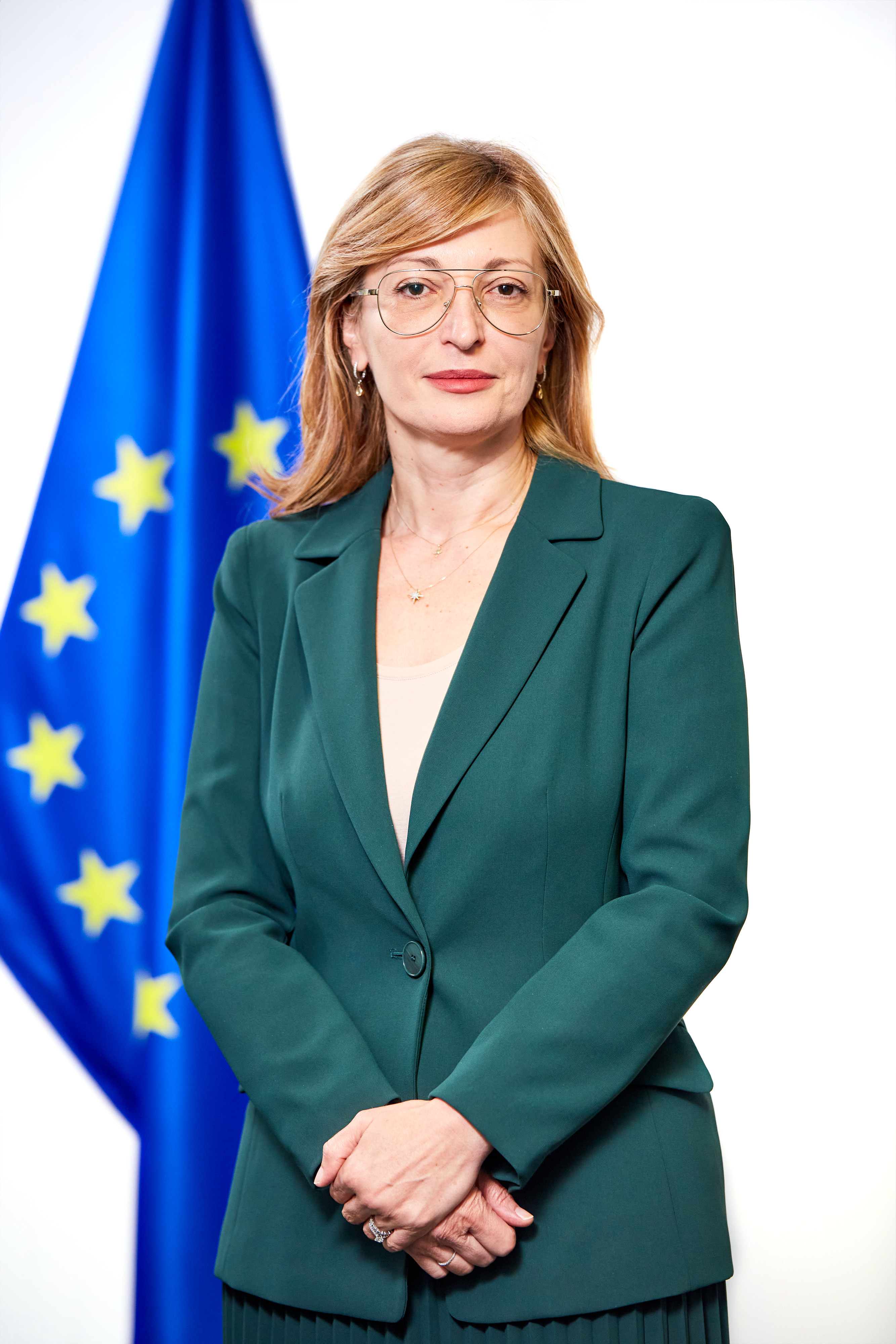
Europejski Komisarz ds. start–up, badań naukowych i innowacji – Ekaterina Zachariewa

Europejski Komisarz ds. start–up, badań naukowych i innowacji – członek Komisji Europejskiej. Odpowiada za wdrażanie polityki Unii Europejskiej w obszarze innowacji, badań naukowych oraz wsparcia dla start-upów i firm technologicznych. Do jego głównych zadań należy stwarzanie warunków sprzyjających rozwojowi innowacji, inwestycji oraz współpracy w sektorach badawczo-rozwojowych, szczególnie w zakresie nowych technologii. Zajmuje się także opracowywaniem strategii wspierających europejską konkurencyjność na globalnym rynku, szczególnie w kontekście transformacji cyfrowej i zielonej. Obecnym komisarzem jest Ekaterina Zachariewa.

## Powstanie stanowiska
Stanowisko europejskiego komisarza ds. przedsiębiorstw typu start-up, badań naukowych i innowacji zostało powołane w odpowiedzi na rosnące znaczenie innowacji i technologii w budowaniu konkurencyjnej gospodarki Europy. Zostało zaprojektowane, aby zapewnić odpowiednie wsparcie dla rozwijających się firm technologicznych, wspierać badania naukowe i przyspieszać komercjalizację innowacji. Ma również na celu wzmocnienie europejskiej pozycji w globalnym wyścigu o innowacje, co ma kluczowe znaczenie dla osiągnięcia celów w zakresie zrównoważonego rozwoju oraz transformacji cyfrowej.

## Zakres obowiązków
Europejski Komisarz ds. start–up, badań naukowych i innowacji pełni kluczową rolę w rozwoju konkurencyjności Europy poprzez wspieranie innowacji, badań naukowych oraz start-upów. Do jego głównych zadań należy:
- tworzenie warunków do rozwoju i wzrostu innowacyjnych start-upów i firm, szczególnie w obszarach technologii głębokich (deep-tech), poprzez rozbudowę Europejskiej Rady Innowacji (EIC) oraz Europejskiej Rady Badań (ERC),
- opracowanie ustawy o Europejskim Obszarze Badawczym (ERA), mającej na celu zapewnienie swobodnego przepływu naukowców, wiedzy naukowej i technologii, oraz integrację badań z jednolitym rynkiem UE,
- wspieranie europejskich infrastruktury badawczej oraz rozwój ekosystemu badań naukowych w Europie, a także tworzenie strategii wspierających innowacje,
- praca nad stworzeniem europejskiej strategii dla start-upów i skal-upów, w tym poprawa warunków prawnych, dostępu do kapitału venture capital oraz ułatwienie testowania nowych technologii,
- działania na rzecz rozwoju sektora nauk o życiu, w tym przygotowanie strategii dla europejskich nauk biologicznych, wspieranie innowacji w dziedzinie zielonych technologii i biogospodarki,
- przygotowanie Europejskiej Ustawy o Materiałach Zaawansowanych w celu wsparcia badań i innowacji w zakresie nowych materiałów, mających znaczenie dla konkurencyjności przemysłów europejskich i zielonej transformacji,
- zwiększenie wykorzystania sztucznej inteligencji w badaniach naukowych i stworzenie Europejskiej Rady Badań nad AI, aby wspierać rozwój badań w tym obszarze,
- zwiększenie współpracy międzynarodowej w zakresie badań naukowych i innowacji, w szczególności z krajami, które podzielają wartości i cele UE, a także współpraca z partnerami międzynarodowymi w projektach Global Gateway,
- odpowiedzialność za wdrażanie funduszy UE przeznaczonych na badania naukowe i innowacje, takich jak Horizon Europe, oraz uproszczenie dostępu do tych funduszy, szczególnie dla małych i średnich przedsiębiorstw oraz start-upów,
- prowadzenie działań zmierzających do osiągnięcia celów wyznaczonych przez misje UE do 2030 roku oraz pełne wykorzystanie instrumentów finansowych, takich jak wspólne przedsięwzięcia w ramach Programów Ramowych,
- wspieranie inicjatyw związanych z Nowym Europejskim Bauhausem, szczególnie w kontekście innowacji i materiałów biobazowanych.

## Lista komisarzy
|    | Komisarz               | Lata      | Komisja          |
| -- | ---------------------- | --------- | ---------------- |
| 1  | Fritz Hellwig          | 1967–1970 | Rey              |
| 2  | Ralf Dahrendorf        | 1973–1977 | Ortoli           |
| 3  | Guido Brunner          | 1977–1981 | Jenkins          |
| 4  | Filippo Maria Pandolfi | 1989–1993 | Delors II        |
| 5  | Antonio Ruberti        | 1993–1995 | Delors III       |
| 6  | Édith Cresson          | 1995–1999 | Santer           |
| 7  | Philippe Busquin       | 1999–2004 | Prodi            |
| 8  | Louis Michel           | 2004      | Prodi            |
| 9  | Janez Potočnik         | 2004–2010 | Barroso I        |
| 10 | Máire Geoghegan-Quinn  | 2010–2014 | Barroso II       |
| 11 | Carlos Moedas          | 2014–2019 | Junkcer          |
| 12 | Marija Gabriel         | 2019–2023 | von der Leyen I  |
| 13 | Iliana Iwanowa         | 2023–2024 | von der Leyen I  |
| 14 | Ekaterina Zachariewa   | od 2024   | von der Leyen II |